# Copa do Mundo de Esqui Alpino de 1994
A Copa do Mundo de Esqui Alpino de 1994 foi a 28º edição da Copa do Mundo, ela foi iniciada em outubro de 1993 na Áustria e finalizada em março de 1994 nos Estados Unidos. O campeonato teve uma pausa devido os Jogos Olímpicos de Inverno de 1994.
O norueguês Kjetil André Aamodt venceu no masculino, enquanto no feminino a suíça Vreni Schneider foi a campeã geral.